# Isopogon gardneri
Isopogon gardneri (лат.) — кустарник, вид рода Изопогон (Isopogon) семейства Протейные (Proteaceae), эндемик юго-запада Западной Австралии. Густой колючий кустарник с остроконечными переплетёнными листьями и пушистыми бледно-розовыми или жёлтыми цветками.

## Ботаническое описание
Isopogon gardneri — очень колючий кустарник высотой 0,6-2 м с густой листвой и гладкими красновато-коричневыми ветвями. Листья перистые, сцепляющиеся друг с другом, длина около 40 мм на черешке длиной до 25 мм, каждый лиственный побег с острым концом. Цветки расположены на концах веточек в сидячих соцветиях — цветочных головках — длиной около 35 мм, каждая цветочная головка с множеством бледно-розовых или жёлтых цветков длиной примерно 30 мм и со стойкими оборачивающими прицветниками у основания. Цветёт с сентября по декабрь, плод представляет собой опушённый орех длиной 3-3,5 мм, соединённый с другими в конусообразную плодовую головку диаметром до 12 мм, окружённую прицветниками.

## Таксономия
Впервые этот вид был описан в 1995 году Дональдом Брюсом Форманом в серии Flora of Australia по образцам, которые он собрал возле Хайдена по дороге в Ньюдегейт в 1984 году. Видовой эпитет назван в честь австралийского ботаника Чарльза Гарднера (1896—1970).

## Распространение и местообитание
Эндемик Западной Австралии. Растёт в кустарниках и долинах между Дундинином, Кукерином, горами Холланд и Хаттерс-Хилл в биогеографических регионах Эйвон-Уитбелт, Кулгарди и Малли на юго-западе Западной Австралии.

## Охранный статус
Isopogon gardneri классифицирован Министерством парков и дикой природы правительства Западной Австралии как «не находящийся под угрозой исчезновения». Международный союз охраны природы классифицирует природоохранный статус вида как «уязвимый».